# Collinas
Collinas (Forru in sardo, già Forru fino al 1864) è un comune italiano di 753 abitanti della provincia del Medio Campidano, nella sub-regione storica della Marmilla.

## Origini del nome
Il villaggio originariamente si chiamava Forru, e solo il 24 gennaio 1863 il sindaco di allora, che era il giurista, filosofo e parlamentare Giovanni Battista Tuveri, propose di modificare il nome a causa di disguidi postali con il paese vicino, chiamato Villanovaforru. Furono fatte diverse proposte e alla fine si scelse Collinas per via delle colline che circondano il paese.
Il nome Forru a sua volta veniva dal latino forum (perché appunto sorgeva in una piccola valle tra le colline), oppure da termini che indicavano i forni colà utilizzati per preparare le terrecotte o fondere i metalli.

## Storia
La zona era abitata già in epoca prenuragica, come testimoniano resti di abitazioni di legno e frasche, in epoca nuragica, per la presenza di numerosi nuraghi, e in epoca romana, per la presenza di ruderi di una stazione termale.
In epoca medioevale appartenne al Giudicato di Arborea e fece parte della curatoria di Marmilla. Alla caduta del giudicato (1410) entrò a far parte del Marchesato di Oristano.
In seguito al fallimento della rivolta antiaragonese di Leonardo Alagon, ultimo marchese di Oristano, dopo la battaglia di Macomer (1478) tutta l'area passò sotto il dominio aragonese. In epoca aragonese fece parte dell'Incontrada di Parte Montis, appartenente alla contea di Quirra, feudo dei Carroz. Nel 1603 la contea divenne un marchesato, feudo dei Centelles. In periodo sabaudo, nel 1798, passò agli Osorio de la Cueva, in possesso dei quali rimase fino al 1839 quando fu riscattato in seguito alla soppressione del sistema feudale.
Dopo il 1847, con la fusione tra il Regno di Sardegna e gli Stati sardi di terraferma, Forru venne incorporata alla provincia di Cagliari. In epoca fascista venne aggregato il comune di Villanovaforru (poi ricostituito). Nel 2005 passò alla provincia del Medio Campidano e nel 2016 alla provincia del Sud Sardegna.

### Simboli
Lo stemma e il gonfalone del comune di Collinas sono stati concessi con decreto del presidente della Repubblica del 2 gennaio 1993.
Il gonfalone è un drappo di giallo.

## Monumenti e luoghi d'interesse

### Architetture religiose

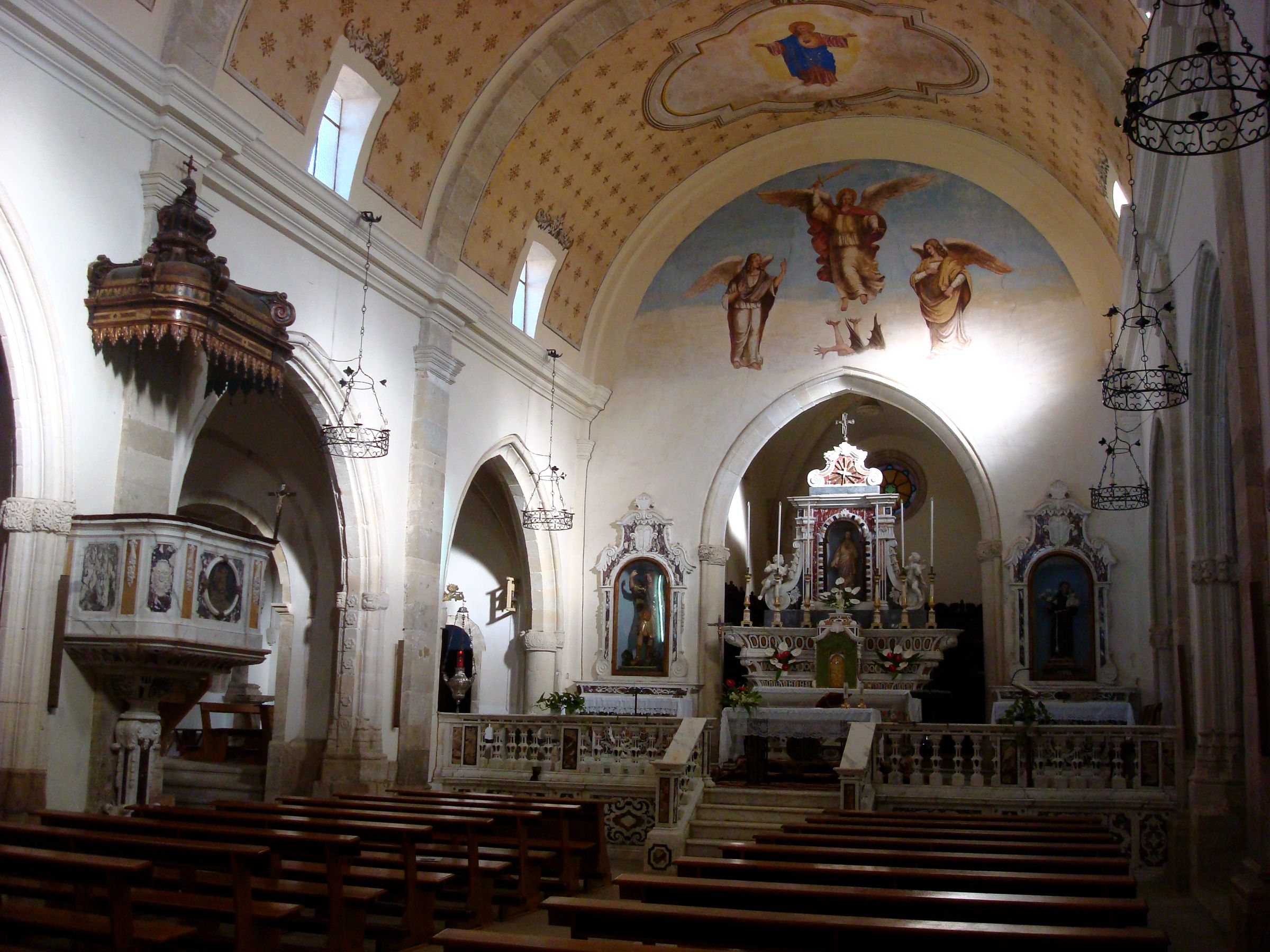
Interno parrocchiale di San Michele

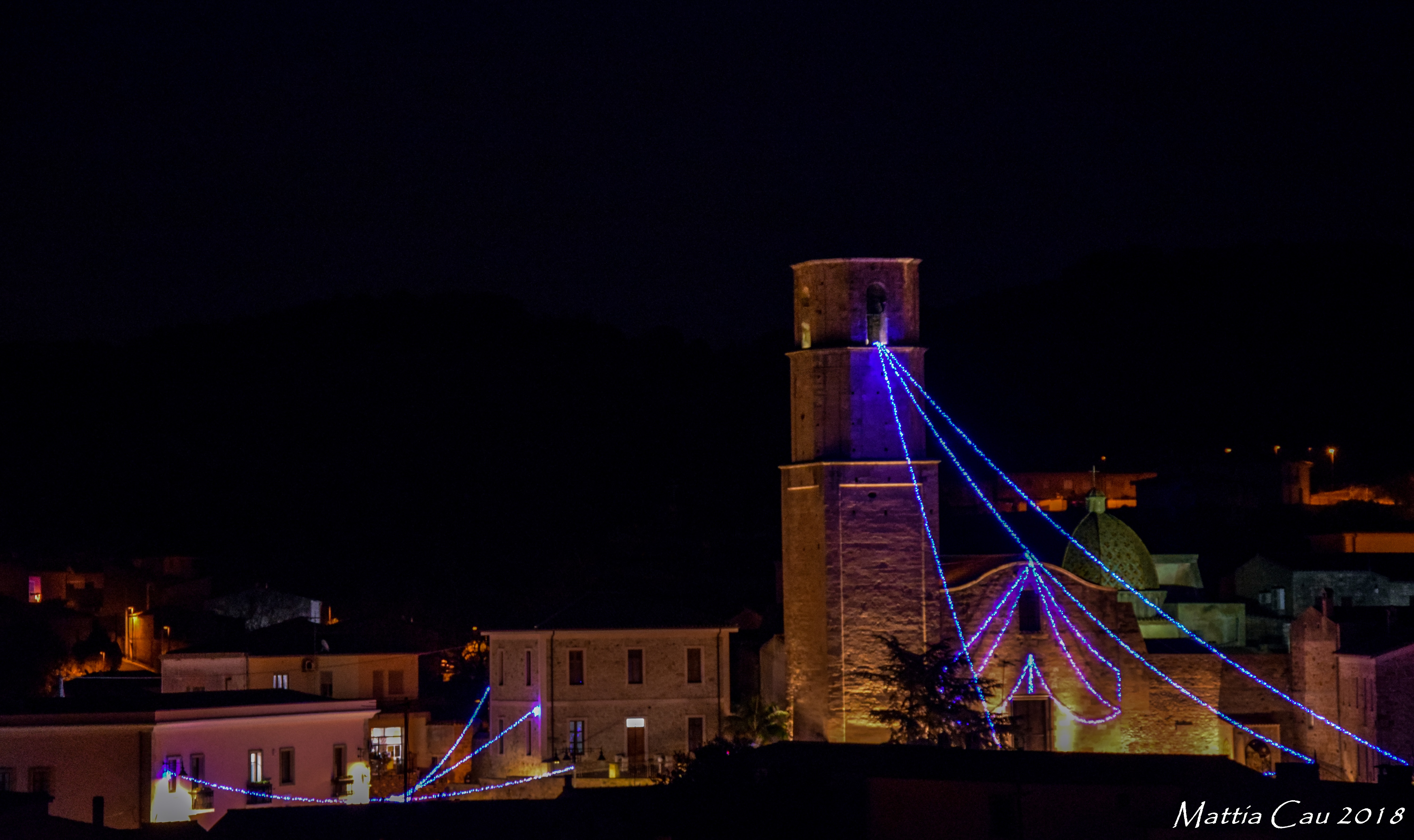
Veduta notturna di Collinas

- Chiesa di San Michele
- Chiesa di San Sebastiano
- Chiesa di Santa Maria Angiargia

#### Chiesa di San Rocco
Esiste una chiesa dedicata a san Rocco fin dal 1654 quando si formò nell'allora Forru un comitato di uomini delle principali famiglie del paese, rappresentanti i due terzi della popolazione, che dal gran tempo nutriva una devozione particolare per il santo, che il 13 giugno 1654 fecero un contratto nel quale si impegnarono ad edificare una chiesa col titolo e con l'invocazione di detto santo, affinché il suo culto maggiormente si diffondesse. Perciò col permesso del vescovo Antonio Manunta e col consenso del reverendo Cirronis, canonico prebendato di Forru, in collaborazione con l'amministratore e procuratore della Parrocchia, si impegnarono ad edificare detta chiesa di san Rocco entro il termine di due anni. La chiesa doveva essere, per grandezza e forma di stile, uguale a quella di san Pietro, la quale si trovava nelle vicinanze di Forru (dove ora c'è l'edificio delle scuole elementari) col suo campaniletto, porta e serratura. Si obbligarono a provvedere un quadro di san Rocco, tovaglie all'altare, paramenti, calice d'argento con patena dorata per la celebrazione della Santa Messa, senza che avesse da spendere nulla la parrocchia. Quell'atto fu stipulato davanti ai testimoni Giacomo Manca notaio di Sardara, mastro Angelo Piras da Isili domiciliato a Cagliari e Sebastiano Usai da Forru. Estensore di questo atto fu il notaio Giovanni Battista Salis, notaio pubblico di Ales e segretario della Curia e Mensa Vescovile. Negli anni 1851 e 1852 al tempo del prebendato canonico Nocco furono compiuti grandi restauri nella Chiesa ci San Rocco. Nel 1855 imperversava in Forru il colera, che in 50 giorni tra il 17 ottobre e il 7 dicembre causò 120 morti tra i 960 abitanti che il paese contava, riducendoli a 780. Il giorno dell'Immacolata il flagello cessò. I superstiti furono riconoscenti a san Rocco, del quale restaurarono il simulacro, dotandolo di un bastone d'argento con la seguente scritta: "Dal 17 ottobre al 12 dicembre 1855, 120 colerosi perirono in Forru che contava circa 960 abitanti. D'essi 32 resero l'anima a Dio nel 15 novembre. I superstiti a san Rocco grati e riconoscenti".  Nel 1997 la chiesa è stata restaurata, dopo circa trent'anni di completo abbandono. La campana del campaniletto della Chiesa di San Rocco è datata 1688.

#### Chiesa di Santa Maria Angiargia
A circa tre chilometri dal paese, in una rigogliosa vallata di pioppi, olivastri e lentischi, esiste una chiesetta campestre dedicata alla Natività della Madre di Dio ed invocata col titolo di S. Maria Angiargia o anche Bagnaria.

## Società
(Dizionario Angius Casalis)

### Evoluzione demografica
Abitanti censiti

## Cultura

### Eventi

#### Festa di Santa Maria Angiargia

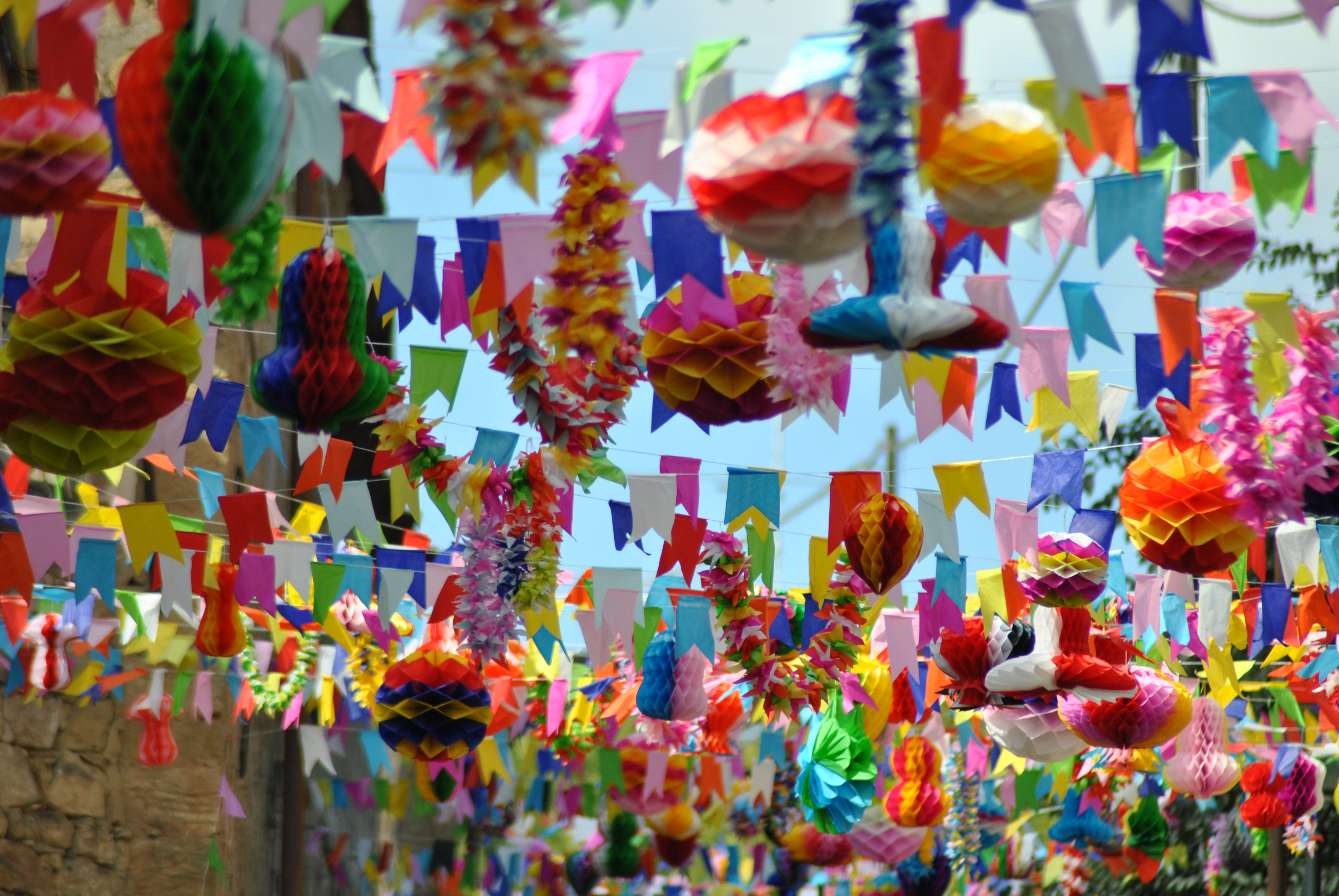
Addobbi in carta velina, in occasione della festa di Santa Maria Angiargia

La festa di santa Maria Angiargia si celebra a Collinas nei giorni 7,8, e 9 settembre.
Ricorda la nascita della Madonna, appunto l'8 settembre ed è la festa più importante del paese. Ha inizio il pomeriggio del 7 settembre col trasporto processionale del simulacro di Maria Bambina alla chiesa campestre situata in mezzo ad un bosco sacro. Il giorno 8 la festa si svolge principalmente nel boschetto.

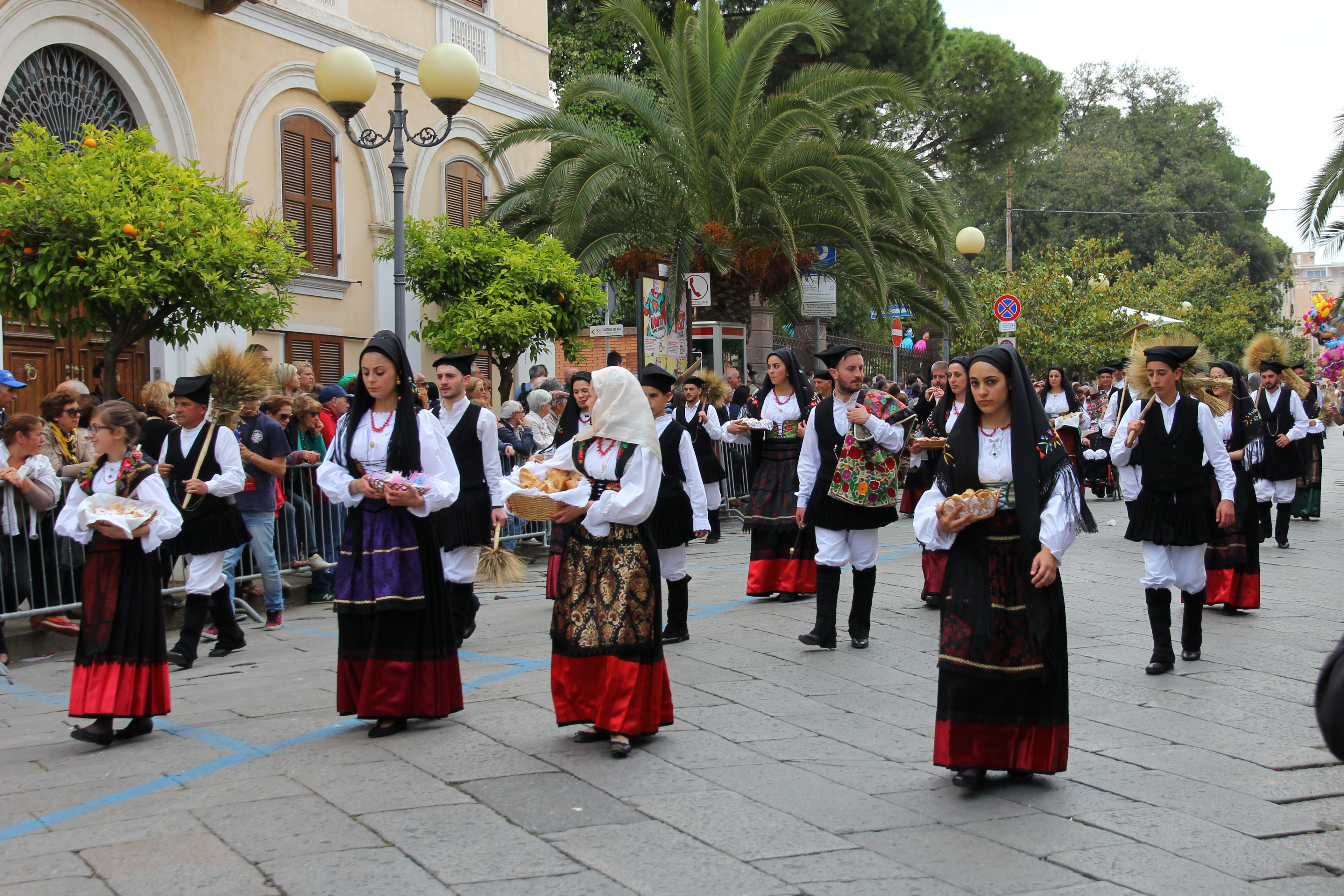
Costume tradizionale

Al mattino verso le 11 si svolge la processione all'interno del boschetto, seguita dalla santa Messa solenne con panegirico. Molte persone, sia di Collinas, che dei paesi vicini, tempo permettendo, preparano il pranzo, a base di maialetto arrosto, che si cuoce sul posto, e altre succulente vivande, che viene consumato nel boschetto. Al pomeriggio si svolgono balli accompagnati da una fisarmonica e dalle launeddas. La sera del 7, dell'8 e del 9 nella piazza del paese c'è l'esibizione vari complessi di musica leggera ed etnica. Il giorno 9 lo svolgimento della festa e pressoché uguale al giorno 8. La sera del giorno 9 c'è il rientro del simulacro di Maria Bambina in paese.
Verso le 19:15 circa, la processione parte dal boschetto per arrivare a Collinas all'imbrunire. All'ingresso del paese ci sono i fuochi artificiali, in piazza di chiesa, solenne conclusione con la predica e la benedizione eucaristica

#### Festa di San Sebastiano
A Collinas esiste una chiesa dedicata a san Sebastiano, che si presume fosse la prima chiesa parrocchiale. Viene festeggiato la domenica successiva al 21 gennaio. I festeggiamenti iniziano la sera del sabato con l'accensione di un falò in onore del santo e l'accensione di fuochi artificiali. Durante il falò viene offerto pane, formaggio, vino dolce di Collinas e fatti fritti. La domenica mattina si svolge la processione per le vie del paese, seguita dalla santa Messa con panegirico

#### Festa di Sant'Isidoro
La sua festa è il 15 maggio, ma a Collinas si festeggia la domenica successiva a questa data. La mattina si svolge la solenne processione per le vie del paese, con la partecipazione di gruppi in costume, cavalli e trattori addobbati con fiori e tappeti sardi. Dopo la processione la santa messa. La sera precedente in piazza si tengono balli pubblici. Per la festa di sant'Isidoro, si svolge una mostra di pittura e scultura estemporanea organizzata dal Comitato con la collaborazione della Pro Loco e dell'Amministrazione Comunale. Verso le ore 13 degustazione in piazza di prodotti tipici di Collinas. Al pomeriggio si possono visitare varie case tipiche del paese con la rappresentazione di antichi mestieri con l'assaggio di dolci tipici e de famoso binu druci de Forru ("vino dolce di Collinas").

#### Festa di San Rocco
Collinas è forse uno dei pochi, se non l'unico paese in Sardegna che venera questo santo. La festa si svolge solennemente il 16 agosto. Verso le ore 18 si svolge la processione per le vie del paese, seguita dalla messa solenne con panegirico. La sera del 15 e del 16 agosto nella piazza del Municipio c'è un intrattenimento musicale con musica leggera ed etnica.

## Amministrazione
| Periodo        | Periodo        | Primo cittadino | Partito                         | Carica  | Note  |
| -------------- | -------------- | --------------- | ------------------------------- | ------- | ----- |
| 10 giugno 2018 | 29 maggio 2023 | Francesco Sanna | Lista civica "Crescere insieme" | Sindaco | [ 8 ] |
| 29 maggio 2023 | in carica      | Francesco Sanna | Lista civica "Crescere insieme" | Sindaco | [ 9 ] |